# Columna Emporitana
La Columna Emporitanana és una escultura situada al mig de la rotonda d'entrada al municipi de l'Escala (Alt Empordà). Obra del pintor Lluís Roura Juanola i el ceramista Armand Olivé Milian, és un monòlit de 13 metres d'altura, en record del passat grec de la vila, on s'hi representen els acolorits camps i al seu damunt el mar, la població de l'Escala i les ruïnes d'Empúries. El va inaugurar Joan Antoni Samaranch el 2003.